# I Wanna Be Down
I Wanna Be Down ist die Debütsingle der US-amerikanischen R&B-Sängerin Brandy. Der Hip-Hop-Soul-Song wurde von den Songwritern Keith Crouch und Kipper Jones geschrieben und produziert. Er wurde als die Leadsingle des Albums am 6. September 1994 veröffentlicht.

## Veröffentlichung
1993 unterschrieb die damals 14-Jährige Brandy ihren ersten Plattenvertrag und begann im selben Jahr an ihrem Debütalbum Brandy zu arbeiten. Einer der zuerst aufgenommenen Titel war I Wanna Be Down. Ihr Label Atlantic Records entschied sich dafür, dass der Titel die erste Single des Albums werden sollte, was Brandy zunächst skeptisch stimmte. Letztlich sprach der Erfolg aber für sich: Der Song erreichte auf Anhieb die Nummer 1 der US-amerikanischen Billboard Hot R&B/Hip-Hop Tracks. I Wanna Be Down erhielt für mehr als eine Million in den Vereinigten Staaten verkaufte CDs eine Platin-Schallplatte.

## Musikvideos
Zu diesem Song wurden zwei Videos produziert: Eines für die  Version Human Rhythm Hip Hop Remix mit Queen Latifah, MC Lyte & Yo Yo (Regie: Hype Williams) und eines für die Originalversion (Regie: Keith Ward). In Williams’ Version macht auch Brandys Bruder Ray J einen Cameo-Auftritt. Hype Williams’ Version gewann 1995 einen MTV Video Music Award.

## Live
Brandy sang den Song in der Soloversion auf ihrer ersten Tournee, der 1995er The Brandy Tour im Vorprogramm der Band Boyz II Men, sowie als Teil eines Medleys auf der 2008 angelaufenen Just Human Tour. Des Weiteren folgte 1996 ein Auftritt bei den Soul Train Music Awards. Hier präsentierte sie die Remix-Version gemeinsam mit Queen Latifah, MC Lyte und Yo Yo.

## Titelliste
Deutschland-CD-Single (7567-85581-2)
1. I Wanna Be Down (LP edit) – 4:09
2. I Wanna Be Down (Human Rhythm Hip Hop Remix, featuring MC Lyte, Queen Latifah & Yo Yo) – 4:15
3. I Wanna Be Down (LP version) – 4:53
4. I Wanna Be Down (cool out) – 5:13
5. I Wanna Be Down (a cappella) – 4:32

UK-CD-Single (7567-85618-2)
1. I Wanna Be Down (LP edit) – 4:09
2. I Wanna Be Down (LP version) – 4:53
3. I Wanna Be Down (cool out) – 5:13
4. I Wanna Be Down (a cappella) – 4:32

## Kommerzieller Erfolg

### Chartplatzierungen
| ChartsChartplatzierungen       | Höchstplatzierung | Wochen |
| ------------------------------ | ----------------- | ------ |
| Vereinigte Staaten (Billboard) | 6 (28 Wo.)        | 28     |
| Vereinigtes Königreich (OCC)   | 36 (7 Wo.)        | 7      |

| ChartsJahrescharts (1994)      | Platzierung |
| ------------------------------ | ----------- |
| Vereinigte Staaten (Billboard) | 100         |

### Auszeichnungen für Musikverkäufe
| Land/Region               | Auszeichnungen für Musikverkäufe (Land/Region, Auszeichnung, Verkäufe) | Verkäufe  |
| ------------------------- | ---------------------------------------------------------------------- | --------- |
| Vereinigte Staaten (RIAA) | Platin                                                                 | 1.000.000 |
| Insgesamt                 | 1× Platin ·                                                            | 1.000.000 |